# Parada (wydarzenie)

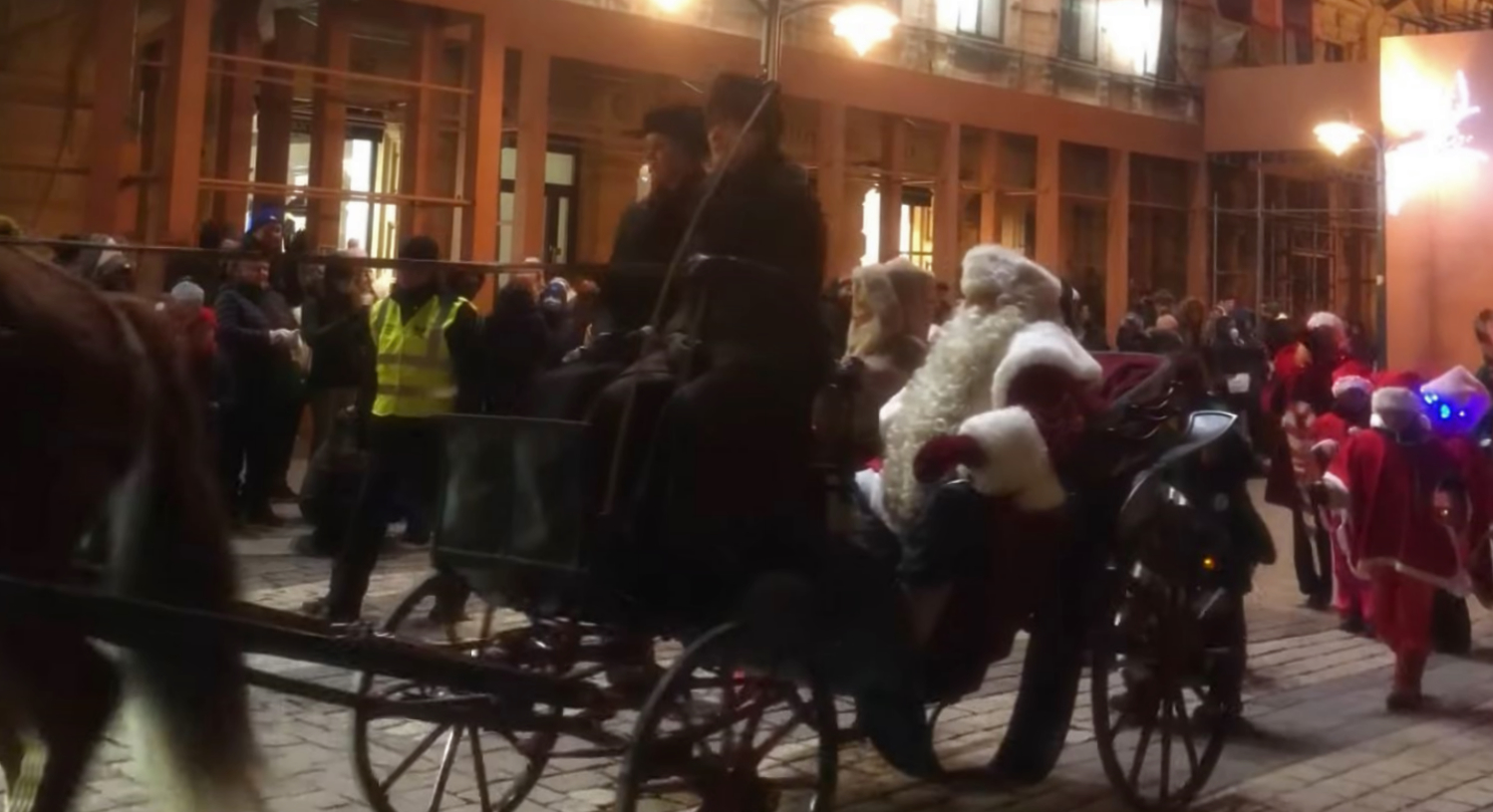
Święty Mikołaj na paradzie bożonarodzeniowej 2021 w Helsinkach, Finlandia

Parada – uroczysta, widowiskowa ceremonia, przemarsz. W kontekście wojskowym znana jako defilada. Niekiedy połączona z festiwalem.
Parady w Polsce
- Parada Niepodległości
- Parada Równości w Warszawie
- Parada Schumana
- Parada Wolności

Parady na świecie
- Love Parade
- Mardi Gras
- Notting Hill Carnival
- Parada Krów